# Salud sexual
La salud sexual es definida por la Organización Mundial de la Salud (OMS) como «un estado de bienestar físico, emocional, mental y social relacionado con la sexualidad; a través de la creación de leyes, reglamentos, instituciones. Para que la salud sexual se logre y se mantenga, los derechos sexuales de todas las personas deben ser respetados, protegidos y tratados a plenitud». Según la misma OMS, “requiere un enfoque positivo y respetuoso de la sexualidad y de las relaciones sexuales, así que nos permitan tener una adecuada calidad de vida y la posibilidad de tener experiencias sexuales placenteras y seguras, libres de toda coacción, discriminación y violencia«.
La Organización Panamericana de la Salud (OPS) ha definido la salud sexual como «la experiencia del proceso permanente de consecución de bienestar físico, psicológico y sociocultural relacionado con la sexualidad.»
Ambos organismos consideran que, para que pueda lograrse y mantenerse la salud sexual, deben respetarse los derechos sexuales de todas las personas. En efecto, para lograrla, la OMS asegura que se requiere un «enfoque positivo y respetuoso de la sexualidad y las relaciones sexuales, así como la posibilidad de tener relaciones sexuales placenteras y seguras, libres de coerción, discriminación y violencia.».
La Situación de la Salud Sexual y Reproductiva se contempla en el Plan Nacional de Desarrollo 2013-2018 tiene como una de sus metas y objetivos lograr un México incluyente, que garantice el ejercicio efectivo de los derechos sociales de toda la población; que transite hacia una sociedad equitativa e incluyente; y que asegure el acceso a los servicios de salud. Derivado de esta meta, el Programa Nacional de Población plantea “ampliar las capacidades y oportunidades a la salud y el ejercicio de derechos sexuales y reproductivos para mujeres y hombres”; en el que se considera a la salud como un factor indispensable para el desarrollo óptimo y a la salud sexual y reproductiva como un componente fundamental del bienestar y libertad de las personas. Es por ello, que a través del análisis y difusión de los indicadores asociados a la ssr se busca mejorar y actualizar la información disponible para coadyuvar al diseño, seguimiento y/o evaluación de políticas públicas, programas y estrategias, siempre con un enfoque de pleno respeto a los derechos humanos de los individuos, sobre todo de aquellos en situación de vulnerabilidad.

## Salud sexual y reproductiva
Es conveniente diferenciar la salud sexual y la salud en las relaciones sexuales y la salud reproductiva enfocada a la reproducción sexual y a la procreación la cual es muy importante ya que con ella se contribuye a la población
A pesar de las grandes diferencias existentes deben resaltarse las iniciativas realizadas hasta la fecha. En algunos países se han llegado a implementar servicios y programas a nivel gubernamental. No obstante, este tema aún genera conflictos por los tabúes y mitos existentes, tales como que brindar educación y atención en esta área generará libertinaje y no libertad; que aumentarán las relaciones coitales no protegidas y la precocidad sexual. Este fenómeno puede ocasionar que este tipo de programas pierdan continuidad y respaldo político.
En este sentido, se aprecia la necesidad de crear espacios de discusión sobre este tema, siendo esto una cuestión clave para el diseño de políticas de juventud.
Así mismo, existe consenso en resaltar el deber de respetar la sexualidad del ser humano y la libertad en sus opciones y decisiones. La salud sexual y la salud reproductiva (que involucra aspectos de carácter biológico, psicológico, sociológico y cultural), por tanto, debe basarse en tres principios: individualización (tomar en consideración las diferencias individuales); respeto a la dignidad humana (valores personales y de grupo) y libre determinación (frente a las alternativas existentes es la persona quien decide en última instancia).

## Derechos sexuales y reproductivos

### Libertad sexual
La libertad sexual es el derecho a la libertad de elección sexual del individuo.
Según la OMS, supone el respeto hacia la sexualidad y las relaciones sexuales, el reconocimiento a la posibilidad de obtener placer y tener experiencias sexuales seguras, libres de coerción, discriminación y violencia. Para que la salud sexual se logre y se mantenga los derechos sexuales de todas las personas deben ser respetados, protegidos y cumplidos. La libertad sexual viene limitada por el límite de edad de consentimiento sexual. La violación de la libertad sexual e indemnidad sexual del individuo es considerada un delito.
El derecho a la libertad sexual se refiere al derecho del individuo y aunque pueda estar indirectamente relacionado, no debe confundirse con el amor libre ni la liberación sexual o revolución sexual de la segunda mitad del siglo XX ni tampoco con la práctica de relaciones sexuales libres, la promiscuidad, las relaciones sexuales prematrimoniales o extramatrimoniales, las relaciones homosexuales o cualquier otra práctica sexual.